# 金目川
金目川（かなめがわ）は、神奈川県西部を流れ相模湾に注ぐ二級河川。金目川水系の本流である。平塚市上平塚の渋田川との合流点より下流は花水川と呼ばれる。
金目川は、水源から海までが21キロメートルと非常に短い河川であることから、頻繁に渇水に悩まされてきたと同時に、台風などによる治水対策が難しい流域といわれ、特に、中流部は周囲の田畑より川床が高く、曲がりくねっており、昔は大雨により、洪水がよくおこる「あばれ川」とも言われていた。

## 地理
神奈川県秦野市の大山南西斜面に源を発し、秦野盆地を南東方向に流れる。平塚市内では北西から中央部を流れ、平塚市唐ヶ原（とうがはら）（新編相模國風土記には「もろこしがはら」とある）で相模湾に注ぐ。

## 名称の由来
中流部に位置する旧金目村（現、平塚市金目地区）に由来する。上流部では、源流のある春岳山から春岳川（はるたけがわ）とも称した。花水川の名は、岸辺に桜が多いことによる。

## 過去の災害
- 1979年（昭和54年）10月19日の台風20号：金目川水系における降雨で最大で一時間に40ｍｍの雨に見舞われたことにより、上流部では堤防が決壊。畑作・水田に被害を出した。
- 2021年（令和3年）7月3日の大雨：金目川の増水により、未明に神奈中バス長瀬バス停（平塚市長持）の秦野方面行（左岸に盛り土で存在）が崩落した[1]。同年8月28日に復旧するまで同バス停は休止となった[2]。

## 流域の自治体
神奈川県
秦野市、平塚市、中郡大磯町

## 支流
- 小蓑毛沢
- 中丸沢
- 二ツ沢
- 葛葉川
- 久保ノ沢
- 延沢
- 加茂川
- 室川
- 座禅川
- 鈴川
- 河内川

## 橋梁

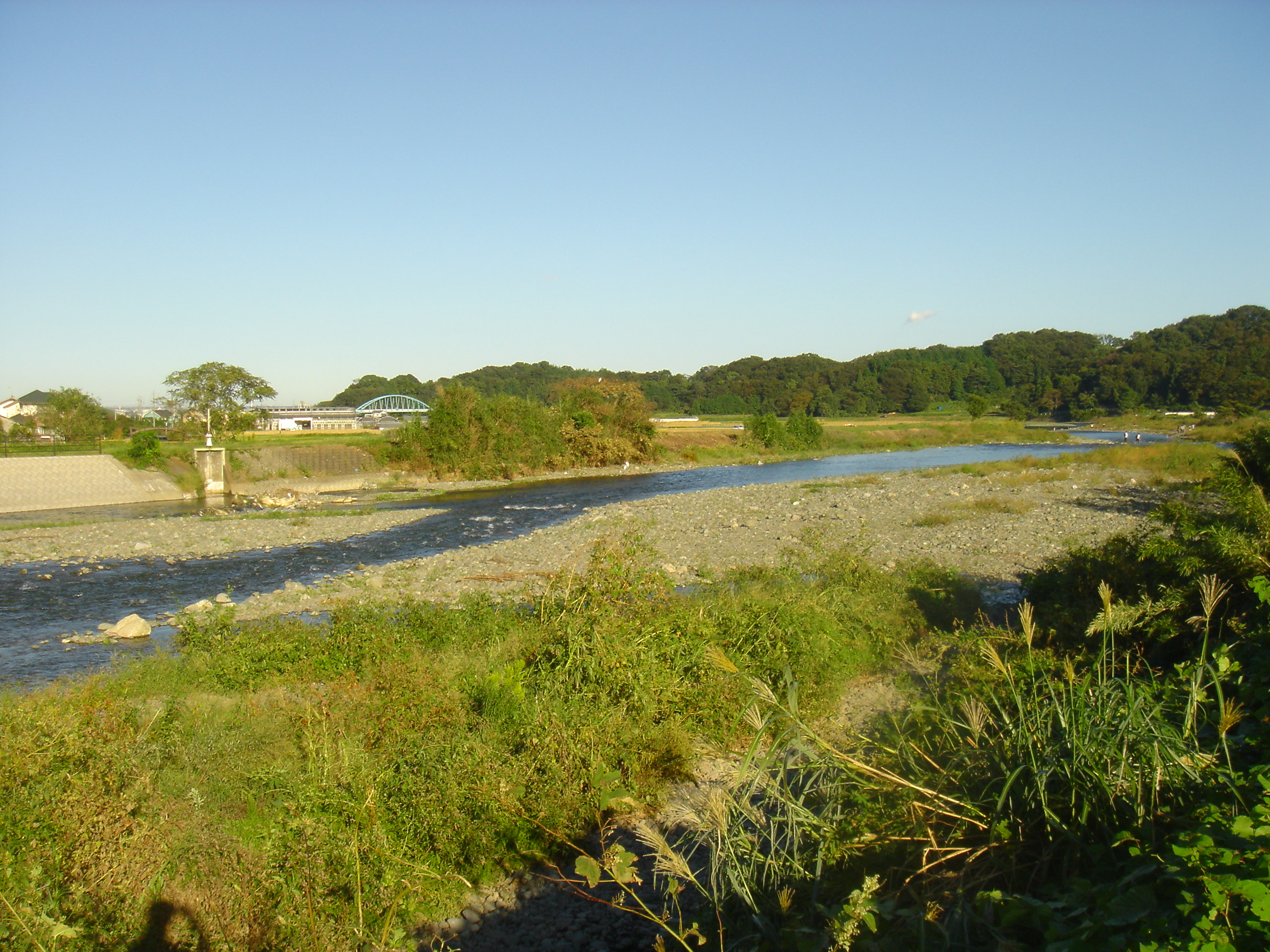
左奥のアーチ状のものが水道橋

秦野市
- 蓑毛橋（神奈川県道70号秦野清川線）
- 蓑毛新橋
- 才戸橋
- 金目川橋（東公民館付近）
- 落合橋（国道246号）
- いりふね一本橋
- 下落合橋
- 入船橋（神奈川県道704号秦野停車場線）
- 十代橋
- 天王下橋
- 弘法橋（神奈川県道71号秦野二宮線）
- 大安橋
- 中野橋
- 蓬莱橋
- 蓬莱橋人道橋
- 秦才橋（神奈川県道62号平塚秦野線）
- 小田急小田原線鉄橋
- 中里橋
- 東名大槻橋（東名高速道路側道）
- 秦野高架橋（東名高速道路）
- 南平橋
- 欠ノ上人道橋

平塚市
- 土屋橋（神奈川県道77号平塚松田線）
- 金目川水道橋
- 前河原橋
- 観音橋
- 金目通学橋
- 吾妻橋（神奈川県道63号相模原大磯線）
- 片岡橋(小田原厚木道路)
- 金旭中通学橋
- 水神橋
- 東海道新幹線橋梁
- 霞橋
- 東雲橋

平塚大橋より下流は花水川
- 平塚大橋
- 高麗大橋

大磯町
- 花水橋（国道1号）

平塚市
- 東海道本線鉄橋
- 下花水橋
- 花水川橋（国道134号）